# Фариш
Фариш (мкд. Фариш) је насеље у Северној Македонији, у јужном делу државе. Фариш је насеље у оквиру општине Кавадарци.

## Географија
Фариш је смештен у јужном делу Северне Македоније. Од најближег већег града, Кавадараца, насеље је удаљено 20 km западно.
Насеље Фариш се налази у историјској области Рајец, која обухвата брда и планине између Тиквешке долине на истоку и висоравни Пелагоније на западу. Западно од насеља уздиже се планина Козјак, а североисточно планина Клепа. Насеље је положено на приближно 400 метара надморске висине. 
Месна клима је измењена континентална са значајним утицајем Егејског мора (жарка лета). 

## Становништво
Фариш је према последњем попису из 2002. године имао 23 становника.
Већинско становништво у насељу су етнички Македонци (100%).
Претежна вероисповест месног становништва је православље.